# Walerija Łazinska
Walerija Jurjewna Łazinska (ros. Валерия Юрьевна Лазинская; ur. 10 grudnia 1992) – rosyjska zapaśniczka walcząca w stylu wolnym. Brązowa medalistka mistrzostw świata w 2014 i 2017. Triumfatorka igrzysk europejskich w 2015. Trzecia na akademickich MŚ w 2014. Wicemistrzyni świata juniorów w 2010. Mistrzyni Rosji w 2017, druga w 2014 i trzecia w 2016 roku.